# Selección de baloncesto 3x3 de España
La selección de baloncesto 3x3 masculina de España es el equipo de baloncesto 3x3 que representa a España en competiciones internacionales, organizado y dirigido por la Federación Española de Baloncesto.

## Medallero histórico
| Competición          | Oro | Plata | Bronce | Total |
| -------------------- | --- | ----- | ------ | ----- |
| Copa Mundial         | 1   | 0     | 0      | 1     |
| Juegos Europeos      | 0   | 1     | 0      | 1     |
| Juegos Mediterráneos | 0   | 0     | 1      | 1     |
| Campeonato Europeo   | 0   | 0     | 0      | 0     |
| Juegos Olímpicos     | 0   | 0     | 0      | 0     |
| Total                | 1   | 1     | 1      | 3     |

## Medallero histórico juvenil
| Competición                     | Oro | Plata | Bronce | Total |
| ------------------------------- | --- | ----- | ------ | ----- |
| Juegos Olímpicos de la Juventud | 0   | 0     | 0      | 0     |
| Copa Mundial Sub-23             | 0   | 0     | 1      | 1     |
| Copa Mundial Sub-18             | 0   | 1     | 0      | 1     |
| Campeonato Europeo Sub-17       | 0   | 1     | 2      | 3     |
| Total                           | 0   | 2     | 3      | 5     |

## Competiciones sénior

### Participaciones en laCopa Mundial FIBA de Baloncesto 3x3
| Edición | Pos.            | PJ              | PG              | PP              | Jugadores                                 |
| ------- | --------------- | --------------- | --------------- | --------------- | ----------------------------------------- |
| 2012    | 13º             | 6               | 3               | 3               | L. Angulo, Comas, Garbajosa, Jiménez      |
| 2014    | No se clasificó | No se clasificó | No se clasificó | No se clasificó | No se clasificó                           |
| 2016    | 4º              | 7               | 5               | 2               | Meras, Rojas, Sánchez, Vasco              |
| 2017    | No se clasificó | No se clasificó | No se clasificó | No se clasificó | No se clasificó                           |
| 2018    | No se clasificó | No se clasificó | No se clasificó | No se clasificó | No se clasificó                           |
| 2019    | No se clasificó | No se clasificó | No se clasificó | No se clasificó | No se clasificó                           |
| 2022    | No se clasificó | No se clasificó | No se clasificó | No se clasificó | No se clasificó                           |
| 2023    | No se clasificó | No se clasificó | No se clasificó | No se clasificó | No se clasificó                           |
| 2025    | 1º              | 8               | 6               | 2               | Expósito, Martínez, de Blas, Aurrecoechea |

### Participaciones en losJuegos Europeos
| Edición | Pos.            | PJ              | PG              | PP              | Jugadores                                   |
| ------- | --------------- | --------------- | --------------- | --------------- | ------------------------------------------- |
| 2015    | 2º              | 7               | 5               | 2               | De la Fuente, Llorca, Martín, Vasco         |
| 2019    | No se clasificó | No se clasificó | No se clasificó | No se clasificó | No se clasificó                             |
| 2023    | 9º              | 3               | 1               | 2               | Galarza, Carlos Martínez, Martín, Mendikote |

### Participaciones en elCampeonato Europeo 3x3 de Baloncesto Masculino
| Edición | Torneo final    | Torneo final    | Torneo final    | Torneo final    |    | Clasificatorio | Clasificatorio | Clasificatorio                                                                     | Jugadores |
| Edición | Pos.            | PJ              | PG              | PP              | PJ | PG             | PP             |                                                                                    | Jugadores |
| ------- | --------------- | --------------- | --------------- | --------------- | -- | -------------- | -------------- | ---------------------------------------------------------------------------------- | --------- |
| 2014    | 7º              | 4               | 2               | 2               | 7  | 5              | 2              | Martín, Rojas, Ros, Vasco (F), De la Fuente (Q)                                    |           |
| 2016    | 6º              | 3               | 1               | 2               | 7  | 6              | 1              | De la Fuente, Rojas (F), Sesé (F), Vasco, Llorca (Q), Martín (Q)                   |           |
| 2017    | 8º              | 3               | 1               | 2               | 4  | 3              | 1              | De la Fuente, Díaz, Martín (F), Ortega (Q), Rojas                                  |           |
| 2018    | 6º              | 3               | 1               | 2               | 3  | 3              | 0              | De la Fuente (Q), Guirao (F), Llorca (Q), Martín (Q), Pino, Rojas (F), Sánchez (F) |           |
| 2019    | 4º              | 5               | 3               | 2               | 5  | 4              | 1              | De la Fuente, Martín, Pino, Reina (F), Vega (Q)                                    |           |
| 2021    | No se clasificó | No se clasificó | No se clasificó | No se clasificó | 2  | 0              | 2              | Carlos Martínez, Martín, Pino, Vega                                                |           |
| 2022    | No se clasificó | No se clasificó | No se clasificó | No se clasificó | 3  | 1              | 2              | Carlos Martínez, Blázquez, Pino, Álex Llorca                                       |           |
| 2023    | No se clasificó | No se clasificó | No se clasificó | No se clasificó | 2  | 0              | 2              | Carlos Martínez, Blázquez, Martín, Guillermo Mulero                                |           |

### Participaciones en losJuegos Mediterráneos
| Edición | Pos. | PJ | PG | PP | Jugadores                              |
| ------- | ---- | -- | -- | -- | -------------------------------------- |
| 2018    | 9º   | 2  | 0  | 2  | Brià, De la Rua, Omeragic, Oroz        |
| 2022    | 3º   | 5  | 4  | 1  | Arcos, Mayo, Mendikote, Pablo González |

## Jugadores con más participaciones

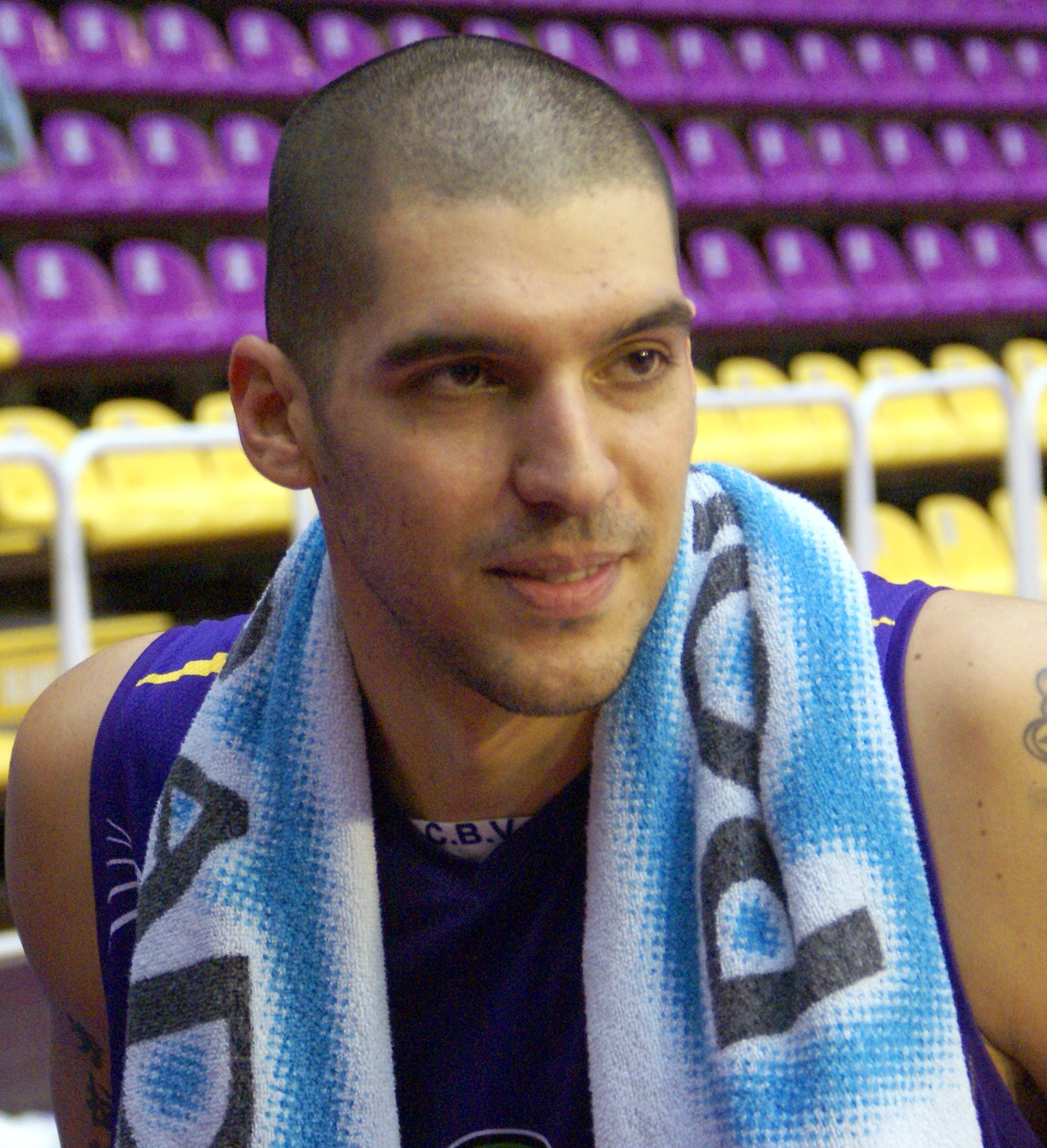
Nacho Martín es el segundo jugador con más partidos.

| N.º | Jugador             | Partidos |
| --- | ------------------- | -------- |
| 1   | Sergio de la Fuente | 44       |
| 2   | Nacho Martín        | 41       |
| 3   | José Rojas          | 31       |
| 4   | Juan Vasco          | 28       |
| 5   | Álex Llorca         | 17       |
| 6   | Sergi Pino          | 16       |
| 7   | Àlex Ros            | 11       |
| 8   | Ismael Sánchez      | 10       |
| 9   | Javier Meras        | 7        |
| 9   | Christian Díaz      | 7        |

## Competiciones juveniles

### Participaciones en losJuegos Olímpicos de la Juventud
| Edición | Pos.            | PJ              | PG              | PP              | Jugadores                         |
| ------- | --------------- | --------------- | --------------- | --------------- | --------------------------------- |
| 2010    | 8º              | 7               | 3               | 4               | Costa, Medori, Motos, Pascual     |
| 2014    | 10º             | 10              | 7               | 3               | Omeragic, Oroz, Sánchez, Triginer |
| 2018    | No se clasificó | No se clasificó | No se clasificó | No se clasificó | No se clasificó                   |

### Participaciones en laCopa Mundial FIBA de Baloncesto 3x3 sub-18
| Edición | Pos.            | PJ              | PG              | PP              | Jugadores                              |
| ------- | --------------- | --------------- | --------------- | --------------- | -------------------------------------- |
| 2011    | 13º             | 12              | 8               | 4               | Chapela, Gómez, Medina, Méndez         |
| 2012    | 10º             | 8               | 5               | 3               | Brizuela, Iriarte, Mendía, Zubizarreta |
| 2013    | 7º              | 9               | 7               | 2               | Gomila, Moix, Morales, Sarasola        |
| 2015    | 4º              | 16              | 9               | 7               | Brià, Jou, E. Pérez, de la Rúa         |
| 2016    | 9º              | 4               | 2               | 2               | Font, García, A. Pérez, Vanaclocha     |
| 2017    | No se clasificó | No se clasificó | No se clasificó | No se clasificó | No se clasificó                        |